# Élections législatives de 1898 dans l'Allier
Les élections législatives de 1898 ont eu lieu les 8 et 22 mai 1898.

## Résultats à l'échelle du département
| Partis         | Partis                         | Premier tour | Premier tour | Deuxième tour | Deuxième tour | Sièges |
| Partis         | Partis                         | Voix         | %            | Voix          | %             | Sièges |
| -------------- | ------------------------------ | ------------ | ------------ | ------------- | ------------- | ------ |
|                | Républicains progressistes     | 36 062       | 34,00        | 25 011        | 47,70         | 0      |
|                | Radicaux socialistes           | 24 757       | 23,34        | 9 347         | 17,83         | 3      |
|                | Républicains radicaux          | 16 300       | 15,37        |               |               | 1      |
|                | Socialistes                    | 11 273       | 10,63        | 8 739         | 16,67         | 1      |
|                | Monarchistes                   | 4 459        | 4,20         |               |               | 0      |
|                | Comité révolutionnaire central | 6 509        | 6,14         | 9 338         | 17,81         | 1      |
|                | Ralliés                        | 3 518        | 3,32         |               |               | 0      |
|                | Parti ouvrier français         | 3 191        | 3,01         | 0             |               |        |
|                |                                |              |              |               |               |        |
| Inscrits       | Inscrits                       | 133 425      | 100,00       | 64 981        | 100,00        | 6      |
| Votants        | Votants                        | 107 929      | 80,89        | 52 908        | 81,42         |        |
| Abstentions    | Abstentions                    | 25 496       | 19,11        | 12 073        | 18,58         |        |
| Blancs et nuls | Blancs et nuls                 | 1 860        | 1,72         | 473           | 0,89          |        |
| Exprimés       | Exprimés                       | 106 069      | 98,28        | 52 435        | 99,11         |        |

## Résultats par arrondissement

### Arrondissement de Gannat
| Candidat       | Candidat            | Parti                    | Premier tour | Premier tour |
| Candidat       | Candidat            | Parti                    | Voix         | %            |
| -------------- | ------------------- | ------------------------ | ------------ | ------------ |
|                | Gabriel Delarue     | Radical socialiste       | 9 956        | 57,19        |
|                | Alphonse Labussière | Républicain progressiste | 7 452        | 42,81        |
|                |                     |                          |              |              |
| Inscrits       | Inscrits            | Inscrits                 | 21 410       | 100,00       |
| Votants        | Votants             | Votants                  | 17 682       | 82,59        |
| Abstention     | Abstention          | Abstention               | 3 728        | 17,41        |
| Blancs et nuls | Blancs et nuls      | Blancs et nuls           | 274          | 1,55         |
| Exprimés       | Exprimés            | Exprimés                 | 17 408       | 98,45        |

### Arrondissement de La Palisse
| Candidat       | Candidat       | Parti                    | Premier tour | Premier tour |
| Candidat       | Candidat       | Parti                    | Voix         | %            |
| -------------- | -------------- | ------------------------ | ------------ | ------------ |
|                | Jules Gacon    | Républicain radical      | 16 300       | 65,87        |
|                | Paul Debray    | Républicain progressiste | 8 444        | 34,13        |
|                |                |                          |              |              |
| Inscrits       | Inscrits       | Inscrits                 | 30 980       | 100,00       |
| Votants        | Votants        | Votants                  | 24 988       | 80,66        |
| Abstention     | Abstention     | Abstention               | 5 992        | 19,34        |
| Blancs et nuls | Blancs et nuls | Blancs et nuls           | 244          | 0,98         |
| Exprimés       | Exprimés       | Exprimés                 | 24 744       | 99,02        |

### Arrondissement de Montluçon

#### 1recirconscription
| Candidat       | Candidat        | Parti                    | Premier tour | Premier tour | Deuxième tour | Deuxième tour |
| Candidat       | Candidat        | Parti                    | Voix         | %            | Voix          | %             |
| -------------- | --------------- | ------------------------ | ------------ | ------------ | ------------- | ------------- |
|                | Marcel Vacher   | Républicain progressiste | 8 535        | 46,81        | 9 325         | 49,97         |
|                | Stéphane Létang | CRC                      | 6 509        | 35,70        | 9 338         | 50,03         |
|                | Constans        | POF                      | 3 191        | 17,50        |               |               |
|                |                 |                          |              |              |               |               |
| Inscrits       | Inscrits        | Inscrits                 | 22 885       | 100,00       | 22 866        | 100,00        |
| Votants        | Votants         | Votants                  | 18 529       | 80,97        | 18 888        | 82,60         |
| Abstention     | Abstention      | Abstention               | 4 356        | 19,03        | 3 978         | 17,40         |
| Blancs et nuls | Blancs et nuls  | Blancs et nuls           | 294          | 1,59         | 225           | 1,19          |
| Exprimés       | Exprimés        | Exprimés                 | 18 235       | 98,41        | 18 663        | 98,81         |

#### 2ecirconscription
| Candidat       | Candidat         | Parti                    | Premier tour | Premier tour | Deuxième tour | Deuxième tour |
| Candidat       | Candidat         | Parti                    | Voix         | %            | Voix          | %             |
| -------------- | ---------------- | ------------------------ | ------------ | ------------ | ------------- | ------------- |
|                | Charles Sauvanet | Socialiste               | 8 419        | 51,15        | 8 739         | 50,32         |
|                | Louis Bignon     | Républicain progressiste | 8 041        | 48,85        | 8 628         | 49,68         |
|                |                  |                          |              |              |               |               |
| Inscrits       | Inscrits         | Inscrits                 | 20 973       | 100,00       | 20 969        | 100,00        |
| Votants        | Votants          | Votants                  | 17 001       | 81,06        | 17 450        | 83,22         |
| Abstention     | Abstention       | Abstention               | 3 972        | 18,94        | 3 519         | 16,78         |
| Blancs et nuls | Blancs et nuls   | Blancs et nuls           | 541          | 3,18         | 83            | 0,48          |
| Exprimés       | Exprimés         | Exprimés                 | 16 460       | 96,82        | 17 367        | 99,52         |

### Arrondissement  de Moulins

#### 1recirconscription
| Candidat       | Candidat        | Parti              | Premier tour | Premier tour |
| Candidat       | Candidat        | Parti              | Voix         | %            |
| -------------- | --------------- | ------------------ | ------------ | ------------ |
|                | Henri Péronneau | Radical socialiste | 7 561        | 61,24        |
|                | Des Lignéris    | Monarchiste        | 4 459        | 36,12        |
|                | Aupierre-Osty   | Socialiste         | 326          | 2,64         |
|                |                 |                    |              |              |
| Inscrits       | Inscrits        | Inscrits           | 16 020       | 100,00       |
| Votants        | Votants         | Votants            | 12 636       | 78,88        |
| Abstention     | Abstention      | Abstention         | 3 384        | 21,12        |
| Blancs et nuls | Blancs et nuls  | Blancs et nuls     | 290          | 2,30         |
| Exprimés       | Exprimés        | Exprimés           | 12 346       | 97,70        |

#### 2ecirconscription
| Candidat       | Candidat       | Parti                    | Premier tour | Premier tour | Deuxième tour | Deuxième tour |
| Candidat       | Candidat       | Parti                    | Voix         | %            | Voix          | %             |
| -------------- | -------------- | ------------------------ | ------------ | ------------ | ------------- | ------------- |
|                | Pierre Ville   | Radical socialiste       | 7 240        | 42,90        | 9 347         | 56,98         |
|                | Paul Morel     | Républicain progressiste | 3 590        | 21,27        | 7 058         | 43,02         |
|                | Bourgeois      | Rallié                   | 3 518        | 20,85        |               |               |
|                | Dubresson      | Socialiste               | 2 528        | 15,78        |               |               |
|                |                |                          |              |              |               |               |
| Inscrits       | Inscrits       | Inscrits                 | 21 157       | 100,00       | 21 146        | 100,00        |
| Votants        | Votants        | Votants                  | 17 093       | 80,79        | 16 570        | 78,36         |
| Abstention     | Abstention     | Abstention               | 4 064        | 19,21        | 4 576         | 21,64         |
| Blancs et nuls | Blancs et nuls | Blancs et nuls           | 217          | 1,27         | 165           | 1,00          |
| Exprimés       | Exprimés       | Exprimés                 | 16 876       | 98,73        | 16 405        | 99,00         |